# Jyhan Artut
Jyhan Artut (Holzminden, 9 oktober 1976) is een Duitse darter. Zijn bijnaam luidt The Eagle.

## Carrière
Artut heeft tot nu toe vijf keer meegedaan aan het PDC World Darts Championship. Zijn beste prestatie op dit toernooi was het bereiken van de tweede ronde in 2010. Tijdens het WK van 2012 verloor hij in de eerste ronde na een sudden death leg van Gary Anderson.
Artut heeft ook meerdere keren Duitsland mogen representeren tijdens de World Cup of Darts. Drie keer samen met Andree Welge, twee keer samen met Max Hopp en één keer samen met Bernd Roith. In 2013 en 2015 bereikte hij de kwartfinale van dit toernooi.

## Resultaten op Wereldkampioenschap

### WDF

#### World Cup
- 2003: Laatste 64 (verloren van Raymond van Barneveld met 0-4)

### PDC
- 2010: Laatste 32 (verloren van Robert Thornton met 1-4)
- 2011: Laatste 64 (verloren van Denis Ovens met 1-3)
- 2012: Laatste 64 (verloren van Gary Anderson met 2-3)
- 2015: Laatste 64 (verloren van Phil Taylor met 0-3)
- 2016: Laatste 64 (verloren van Stephen Bunting met 0-3)